# Bryocrumia vivicolor
Bryocrumia vivicolor är en bladmossart som beskrevs av William Russell Buck 1987. Bryocrumia vivicolor ingår i släktet Bryocrumia och familjen Hypnaceae. Inga underarter finns listade i Catalogue of Life.